# エル・テムル
エル・テムル（モンゴル語: El temür, ? - 1333年）は、大元ウルス後期の将軍。キプチャク親衛軍を率いる軍閥で、1328年の天暦の内乱に勝利してカアンを擁し、独裁権力をふるった。
『元史』などの漢文史料では燕鉄木児(yàntiēmùér)と記される。

## 概要

### 来歴
もとモンゴル帝国のモンケによって征服されたキプチャクの部族長の家柄で、祖父トトガクはモンケの弟クビライに仕えてシリギの乱やナヤン・カダアンの乱といったモンゴル帝国内の内乱鎮圧に活躍した。父のチョンウルもクビライの曾孫カイシャンが王族時代にカイシャンを助けてオゴデイ・ウルスのカイドゥを破るのに大きな功があったが、このとき少年だったエル・テムルも父に従ってカイシャンの幕下にあってカイシャンの寵愛を受け、カイシャンが即位すると知宣徽院事を経て左親軍都指揮使に昇進した。その後もキプチャク軍閥の司令官として軍中に重きをなし、泰定帝イェスン・テムルの治世には軍政機関の枢密院の要職である僉枢密院事にのぼる。

### 天暦の内乱
致和元年（1328年）夏にイェスン・テムルが夏の都上都で急死したとき、エル・テムルは子飼いのキプチャク軍団とともに冬の都大都に駐留して留守を守っていた。もともとカイシャン恩顧の将軍であって、イェスン・テムルの側近ダウラト・シャーらの専制をこころよく思っていなかったエル・テムルは、この機会をとらえてカイシャンの遺児を即位させることをもくろみ、反乱を起こして大都の政府機関を接収した。エル・テムルはその軍事力によって大都駐留の軍隊と官僚を味方につけると、カイシャンの次男トク・テムルを抑留先の江陵から迎えいれ、遠方にいる兄のコシラの到着を待ってカアン位を譲り渡そうと主張するトク・テムルを説得してカアンに即位させた。エル・テムルは擁立の功をもって開府儀同三司、上柱国、録軍国重事、中書右丞相、監修国史、知枢密院事に任ぜられ、さらに太平王の王号まで授けられてトク・テムルの政府の最高実力者となる。
時にダウラト・シャーらは上都に留まったままイェスン・テムルの遺児アリギバを即位させたので、元はふたつの首都を南北に分けた内戦となった。しかしエル・テムルが大都に進軍してきた上都側の軍を迎撃して打ち破ると遼東にいた王族が大都側について上都を包囲し、ついにアリギバとダウラト・シャーを降伏させた。大都側の勝利によって中国各地の諸軍はトク・テムルとエル・テムルに従ったが、今度はアルタイ山脈を越えてチャガタイ・ウルスに亡命していたトク・テムルの兄コシラがモンゴル高原に入り、旧都カラコルムで高原の諸王族・有力者の支持を取り付けてカアン位を要求した。
天暦2年（1329年）4月、エル・テムルは自ら高原に赴いてコシラに謁し、玉璽を奉じてカアンに推戴した。コシラは政権奪取の功を賞してエル・テムルに軍権の最高官である太師の称号を贈り、トク・テムルを皇太子としたが、8月に上都の郊外で兄弟会見した直後に急死した。コシラの側近たちに政権を奪われることを恐れたエル・テムルが毒殺したと言われる。皇太子トク・テムルはすぐさまカアンに復位し、コシラの側近たちはエル・テムルによって追放、処分された。
トク・テムルの朝廷のもと、エル・テムルはさまざまな特権を与えられ、カアンをまったくの傀儡とする権力者として君臨した。エル・テムルはイェスン・テムルの未亡人を自ら娶り、トク・テムル・カアンの長男エル・テグスを自邸で養育し、かわりにエル・テムルの子がカアンの養子として宮廷で育てられた。また、コシラの長男トゴン・テムルを実はコシラの子ではないと称し、高麗に追放した。

### 晩年
至順3年（1332年）、トク・テムルは29歳の若さで死亡するにあたり、兄コシラの子を即位させるように遺言した。しかしそれにもかかわらず、エル・テムルは自身の養い子であるエル・テグスを即位させようと試み、トク・テムルの未亡人でエル・テグスの母であるブダシリにエル・テグス擁立を提議した。しかし、ブダシリは亡夫の遺志を尊重してコシラの子を立てることを要求したので、エル・テムルはコシラの次男でわずか7歳のイリンジバルを即位させ、自らはその摂政となったが、幼帝イリンジバルは即位からわずか43日後に亡くなった。
ここにおいてエル・テムルは再びエル・テグス擁立をブダシリに要請したが、ブダシリは我が子が幼いことを理由に断ったので、エル・テムルはやむなく広西に流されていたイリンジバルの兄トゴン・テムルを呼び戻すことに同意した。トゴン・テムルが大都に至ると、エル・テムルはこれを出迎えて大都まで馬を並べて歩みながら今後のことを話したが、トゴン・テムルはエル・テムルを恐れて黙り込んだままだった。これを見たエル・テムルはトゴン・テムルが思い通りにならないことを恐れ、即位の式を先延ばしにしたが、その3か月後の至順4年（1333年）4月に病死した。
エル・テムルの死後も、その弟サトン、次いで子のタンキシュが中書左丞相となり、また娘のダナシリはトゴン・テムル・カアンの皇后となってエル・テムル家の権勢は続いた。しかし、行政機関中書省の長官である中書右丞相にはエル・テムルに協力した軍閥バヤンが就任し、バヤンが政権の最高実力者として振舞っていた。元統3年（1335年）、左丞相タンキシは右丞相バヤンから政権を取り戻そうとして反乱を起こしたが、バヤンによって鎮圧された。タンキシュをはじめエル・テムルの一門は皇后ダナシリを含めてすべて殺害され、大元ウルスで権勢をふるったエル・テムル家のキプチャク軍閥はエル・テムルの死からわずか2年後に滅亡した。

## キプチャク部クルスマン家
- 欽察国王クルスマン（Qurusman ＞忽魯速蛮/hūlŭsùmán）
  - 欽察国王バルトゥチャク（Baltučaq ＞班都察/bāndōuchá）
    - 昇王トトガク（Tudγaγ ＞土土哈/tŭtŭhā,توتقاق/tūtqāq）
      - 定遠大将軍・北庭元帥タガチャル（Taγačar ＞塔察児/tǎcháér）
      - 御位下博児赤タイ・ブカ（Tai buqa ＞太不花/tàibùhuā）
      - 句容郡王チョンウル（Čong'ur ＞牀兀児/chuángwùér,جونكقور/jūnkqūr）
        - 武略将軍セヴィンチュ・ブカ（Sevinču buqa ＞小雲失不花/xiǎoyúnshībùhuā）
        - 資徳大夫エルチ・ブカ（Elči buqa ＞燕赤不花/yànchìbùhuā）
        - 太平王エル・テムル（El temür ＞燕帖木児/yàntiēmùér）
          - 中書左丞相タンキシュ（Tangkiš ＞唐其勢/tángqíshì）
          - タラカイ（Taraqai ＞塔剌海/tǎlàhǎi）
          - 皇后ダナシリ（Današiri ＞答納失里/dānàshīlǐ）

        - 宣徽院使サドン（Sadun ＞撒敦/sādūn）
        - 闌遺少監エル・トゥカル（El tuqar ＞燕禿哈児/yàntūhāér）
        - 太禧宗禋院使ダリ（Dari ＞答里/dálǐ）
        - ブベカン（Bübeqan ＞潑皮罕/pōpíhǎn）

      - 武略将軍ベルケ・ブカ（Berke buqa ＞別里不花/chuángwùér）
      - 武徳将軍テムル・ブカ（Temür buqa ＞帖木児不花/tiēmùérbùhuā）
      - 武略将軍カルチ（Qarči ＞歓差/huānchā）
      - 武徳将軍ヨリク・テムル（Yoliγ temür ＞岳里帖木児/yuèlǐtiēmùér）
      - 昭勇大将軍ダルグルバン（Dalgurban ＞断古魯班/duàngŭlŭbān）